# آس شائع
الآس الشائع أو الحمبلاس أو القمام أو المرسين أو آس الآسيات أو شجرة السكر (الاسم العلمي: Myrtus communis) هو نوع نباتي من جنس الآس من الفصيلة الآسيّة.

## الوصف النباتي
شجرة الآس الشائع دائمة الخضرة بيضية الأوراق. الأزهار بيضاء أو وردية عطرية. الثمار لينة سوداء تؤكل غضة وتجفف فتكون من التوابل.

## تسميته
لنبات الآس عدة أسماء ففي سورية يعرف باسم آس، وفي لبنان وفي العراق يعرف باسم الياس، وفي المغرب العربي بالريحان وفي تركيا مرسين وفي إسبانيا أريان.

## الثمار
يسمى ثمر الآس في بلاد الشام بالحمبلاس أو حب الآس وفي تركية بالمرسين وفي اليمن وجنوب المملكة العربية السعودية بالهدس، وفي بعض بلاد المغرب العربي  بالحلموش أو هلموش ومرد واحمام، وفي عمان تعرف الياس؛ كما يدعى بالغطس وبالشلمون وبالتكمام وبالعمار ويسمى بالفرعونية بالختآوس، وفي ليبيا يعرف «بالحبق».

## استعمالاته
الأجزاء المستعملة من نبات الآس هي الأوراق والثمار والزيوت الطيارة الغني فيها، فالأوراق تحتوي على زيت سينيول والفاباينتن ومايرتينول ومايرتينابل اسيتيت وليمونين والفاتربينول وجيرانيول وجيرانايل اسيتيت ومايرتيل، كما تحتوي الأوراق على مواد عفصية وأهمها جاللوتني وعفص مركز، ويستخدم الزيت المستخرج من الأوراق في عمليات التدليك لحالات الشلل.
تستخدم شجيرات الآس في عمل الأسيجة والفواصل للحدائق الخاصة والعامة والدور السكنية حيث يتم تنظيم وتشكيل تلك الشجيرات بقص أغصانها على شكل محدد جميل، في العراق صيفآ يتم رش تلك الشجيرات بالماء لترطيب الجو الحار وكسر حدته.
وقال إبن قيّم الجوزية عن ورق الآس "وإذا دُلِّكَ به البدن قطع العرق، ونشف الرطوبات الفضلية، وأذهب نتن الإبط" 
وبحسب تلك المقولة وبعد التجربة، يمكن صنع مزيل عرق ذو فعالية عالية في الحماية من رائحة العرق لساعات طويلة. حيث يمكن الإستفادة من عمل أوراق الآس كمزيل عرق عبر نقع أوراقه "الجافة" في زيت صالح للاستخدام على البشرة (كزيت جوز الهند مثلاََ، نظراََ لخصائصه المضادة للبكتيريا ورائحته المميزة) لمدة أقلها أسبوعين أقصاها 6 أسابيع. ثم اضافة ذاك الزيت الغني بفوائد الآس إلى شمع النحل المُذاب بحمام مائي ومزج المكونات جيداََ حتى نحصل على مزيل عرق بقوام كريمي أو ذو قوام صلب كقوام أحمر الشفاه وذاك حسب كمية شمع النحل المستعملة.
ملعقة من شمع النحل مقابل ملعقتين من الزيت الغني بفوائد الآس تعطي مزيل عرق بقوام كريمي. وإذا أردناه بقوام صلب كأحمر الشفاه فعلينا وضع كميات متساوية.
- العلاج بالآس

## معرض صور

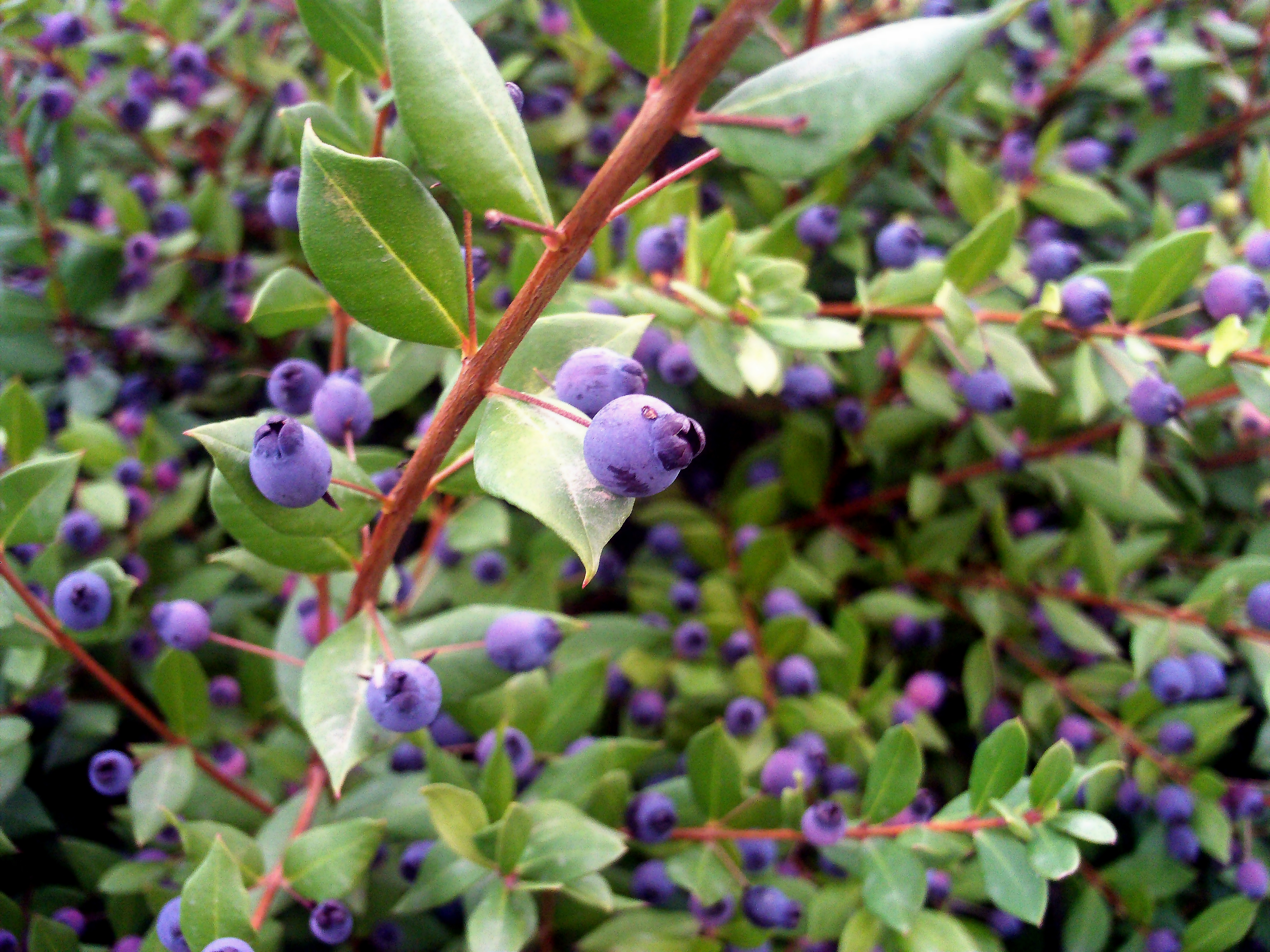
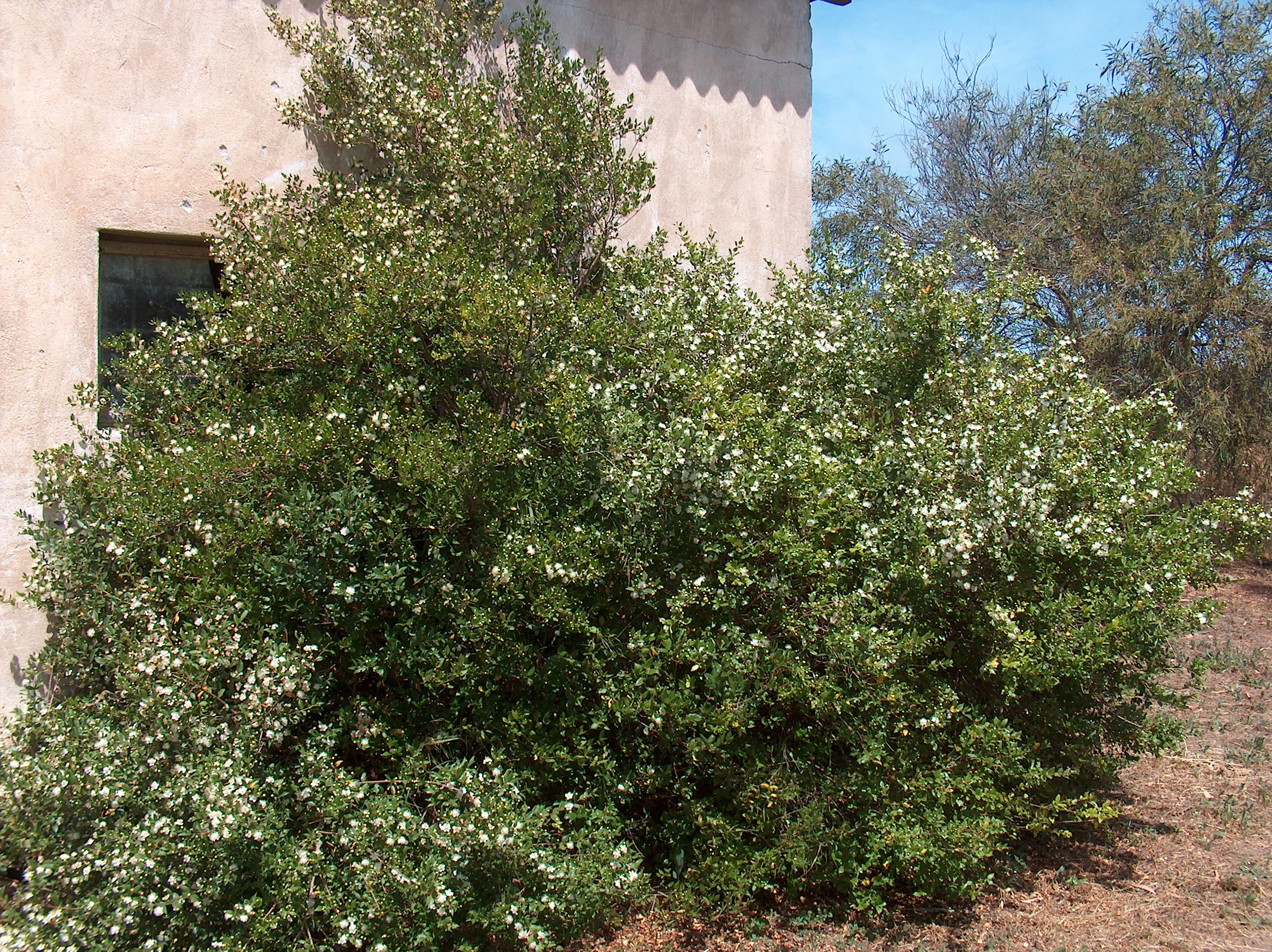
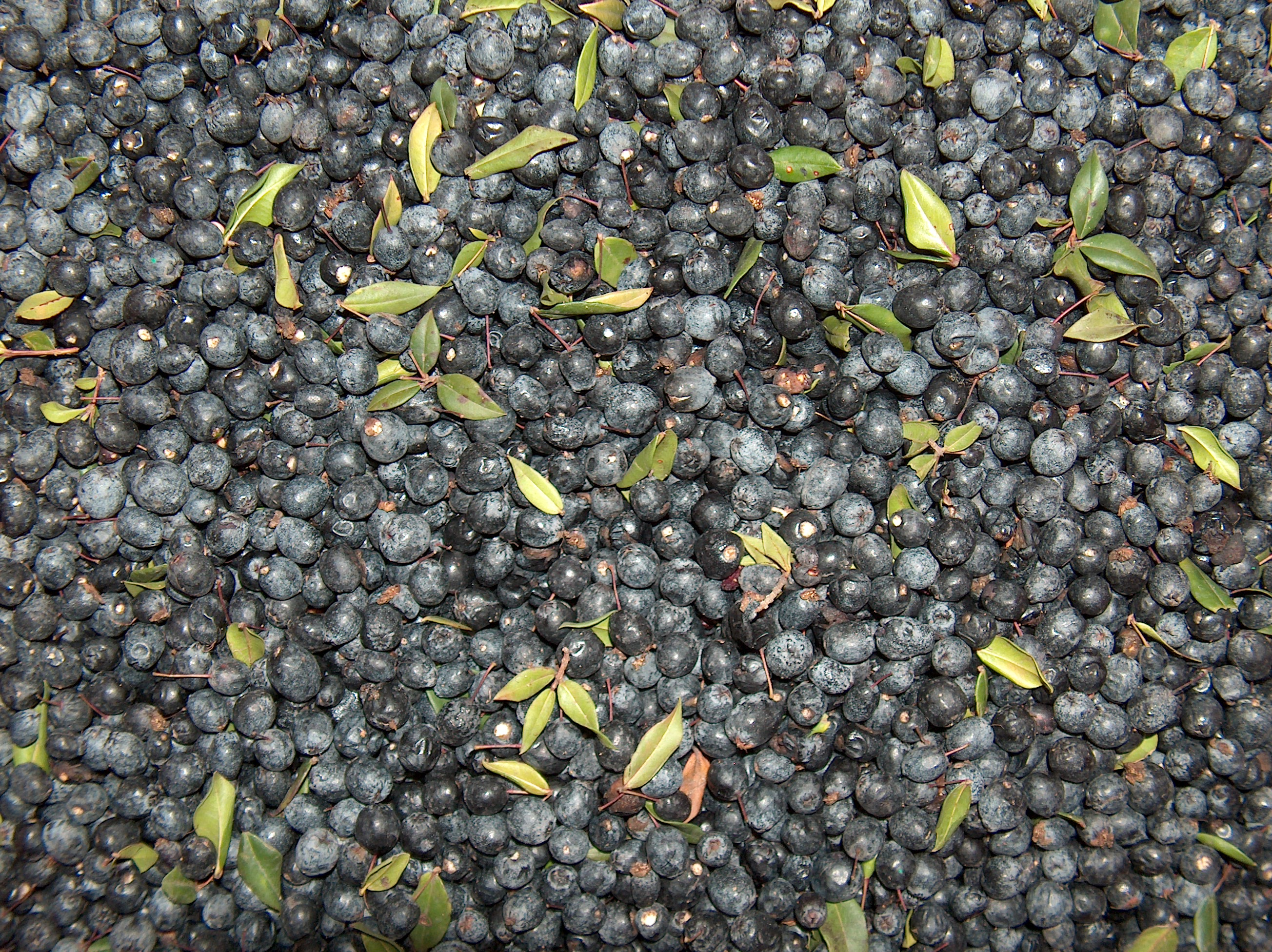
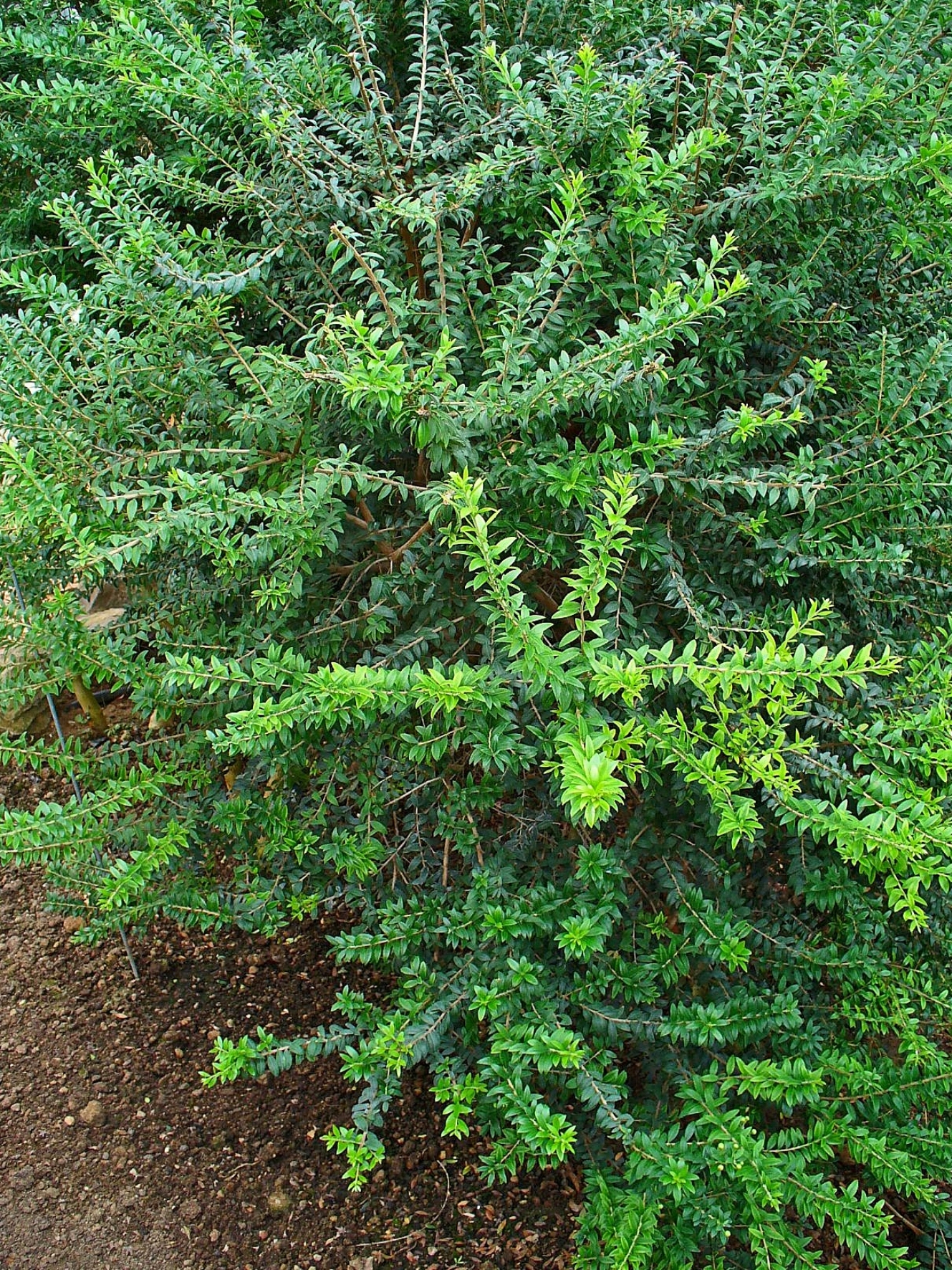